# 1998 في الاتحاد الأوروبي
الأحداث من عام 1998 في الاتحاد الأوروبي.

## شاغلو الوظائف
- رئيس المجلس الأوروبي
  -  توني بلير (كانون الثاني – حزيران 1998)
  -  فيكتور كليما (تموز – كانون الأول 1998)
- رئيس المفوضية -  جاك سانتر
- المملكة المتحدة -  المملكة المتحدة (كانون الثاني – حزيران 1998)  والنمسا (تموز – كانون الأول 1998)

## الأحداث
- 1 كانون الثاني: المملكة المتحدة تتولى رئاسة الاتحاد الأوروبي.
- 16 آذار: دخول الدراخما اليونانية آلية سعر الصرف الأوروبية.
- 25 آذار: تم اعتماد تقرير تقارب من قبل المفوضية الأوروبية الذي أوصى بأن تعتمد 11 دولة عضو ( الاتحاد الأوروبي - 15 باستثناء الدنمارك واليونان والسويد والمملكة المتحدة ) اليورو في 1 كانون الثاني 1999
- 30 مارس: بدأت عملية الانضمام في اجتماع وزاري مع بلغاريا وقبرص وجمهورية التشيك وإستونيا والمجر ولاتفيا وليتوانيا وبولندا ورومانيا وسلوفاكيا وسلوفينيا.
- 3-4 نيسان: القمة الأوروبية الآسيوية الثانية, لندن.
- 28 نيسان: حكمت محكمة العدل الأوروبية بأنه يجوز لمواطني الاتحاد الأوروبي الحصول على علاج طبي في أي دولة وأن يتم تعويضهم وفقاً للدولة التي يتم التأمين عليهم فيها (Kohll vs "Union des Caisses de Maladie" و Decker vs "Caisse de Maladie des Employés Privés "الحاكم).
- 29 نيسان: إن الجماعة الأوروبية والدول الأعضاء في الاتحاد الأوروبي التوقيع على بروتوكول كيوتو.
- 3 أيار: المجلس الأوروبي, المنعقد في بروكسل, يوافق على 11 دولة عضو في تقرير المفوضية والتي ستتبنى اليورو في 1999. بعد ذلك, وافقوا على اللوائح المتعلقة بالمسائل الفنية المتعلقة بالقطع النقدية ومحافظي البنوك المركزية. حددت المفوضية والمعهد النقدي شروط معدلات التحويل غير القابلة للإلغاء لليورو.
- 26 أيار: الدول الأعضاء التي تتبنى اليورو تعين أول رئيس ونائب رئيس وأعضاء المجلس التنفيذي للبنك المركزي الأوروبي.
- 1 حزيران: إنشاء البنك المركزي الأوروبي خلفًا لمعهد النقد.
- 15-16 حزيران: المجلس الأوروبي في كارديف (المملكة المتحدة) حول النمو الاقتصادي.
- 1 يوليو: النمسا تتولى رئاسة الاتحاد الأوروبي.
- 11-12 كانون الأول: المجلس الأوروبي في فيينا (النمسا) يتبنى مبادئ توجيهية للتوظيف, ويوافق على التمثيل الخارجي لليورو ويتبنى خطة عمل لإنشاء منطقة للحرية والأمن والعدالة.
- 17 كانون الأول: رفض البرلمان الأوروبي الموافقة على ميزانية الاتحاد الأوروبي لعام 1996 (انظر لجنة سانتر )| - ع - ن - ت السنوات في الاتحاد الأوروبي (1993–الحاضر)                                                                                                                                                                    | - ع - ن - ت السنوات في الاتحاد الأوروبي (1993–الحاضر) | - ع - ن - ت السنوات في الاتحاد الأوروبي (1993–الحاضر) |
| --- | ----------------------------------------------------- | ----------------------------------------------------- |
| - 1993 - 1994 - 1995 - 1996 - 1997 - 1998 - 1999 - 2000 - 2001 - 2002 - 2003 - 2004 - 2005 - 2006 - 2007 - 2008 - 2009 - 2010 - 2011 - 2012 - 2013 - 2014 - 2015 - 2016 - 2017 - 2018 - 2019 - 2020 - 2021 - 2022 - 2023 |                                                       |                                                       |